# Glypteuthria
Glypteuthria is een geslacht van weekdieren uit de klasse van de Gastropoda (slakken).

## Soorten
- Glypteuthria capensis Thiele, 1925
- Glypteuthria kobelti (Strebel, 1905)
- Glypteuthria meridionalis (E. A. Smith, 1881)